# 刺果藤
刺果藤（学名：Byttneria aspera）为梧桐科刺果藤属下的一个种。

## 扩展阅读
- 維基物種上的相關：刺果藤